# St. Anna (Tuttendorf)

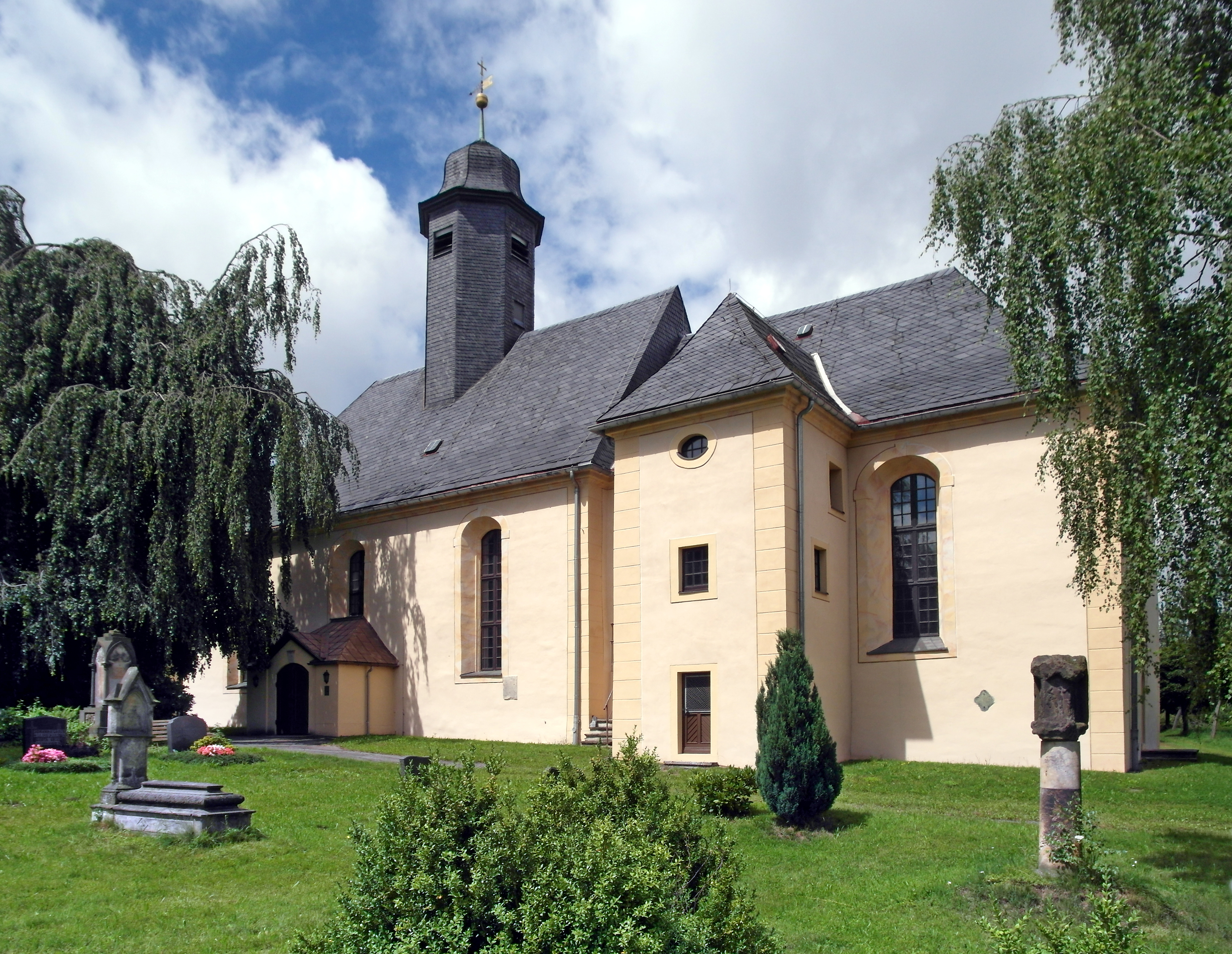
St. Anna (Tuttendorf)

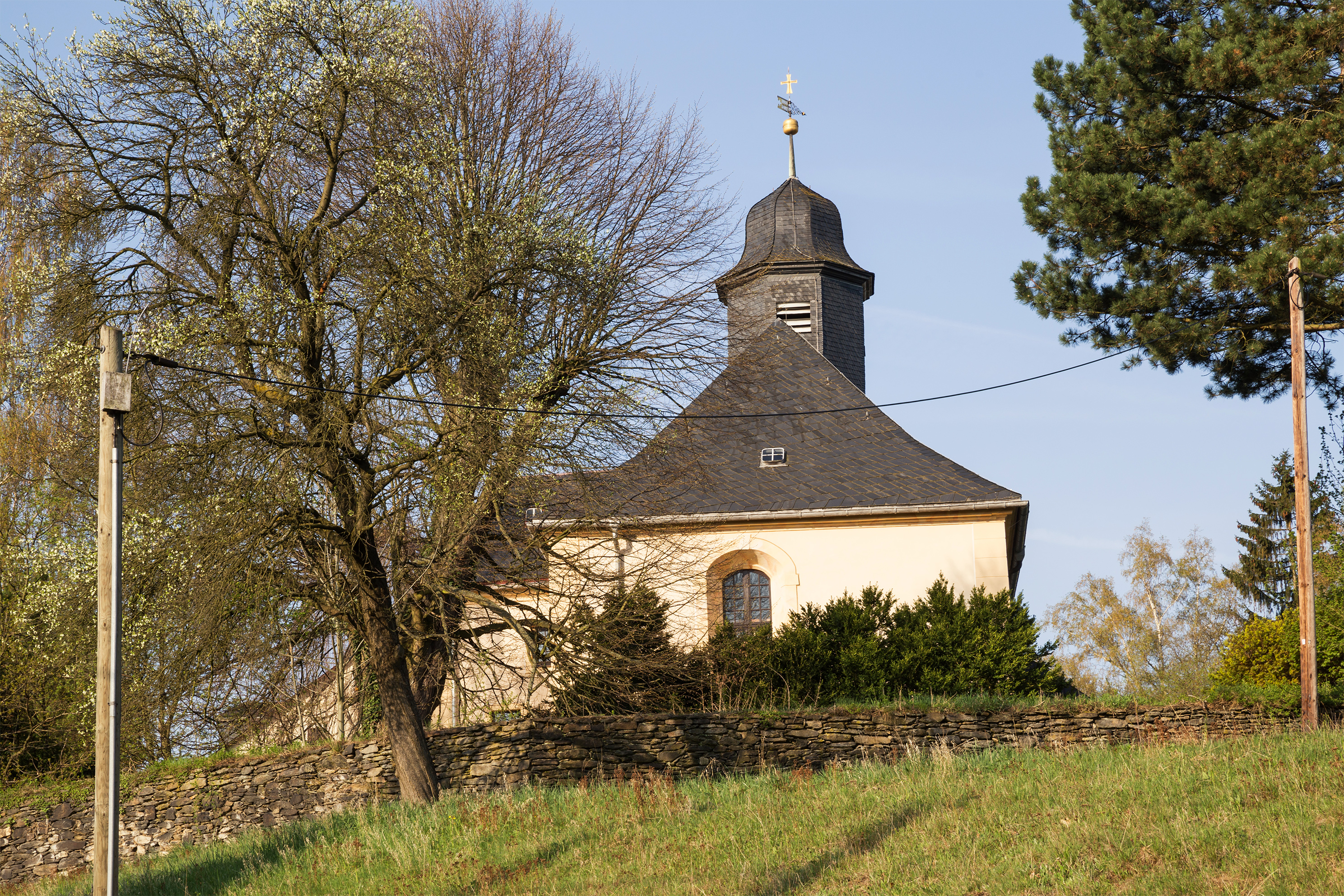
Ostansicht

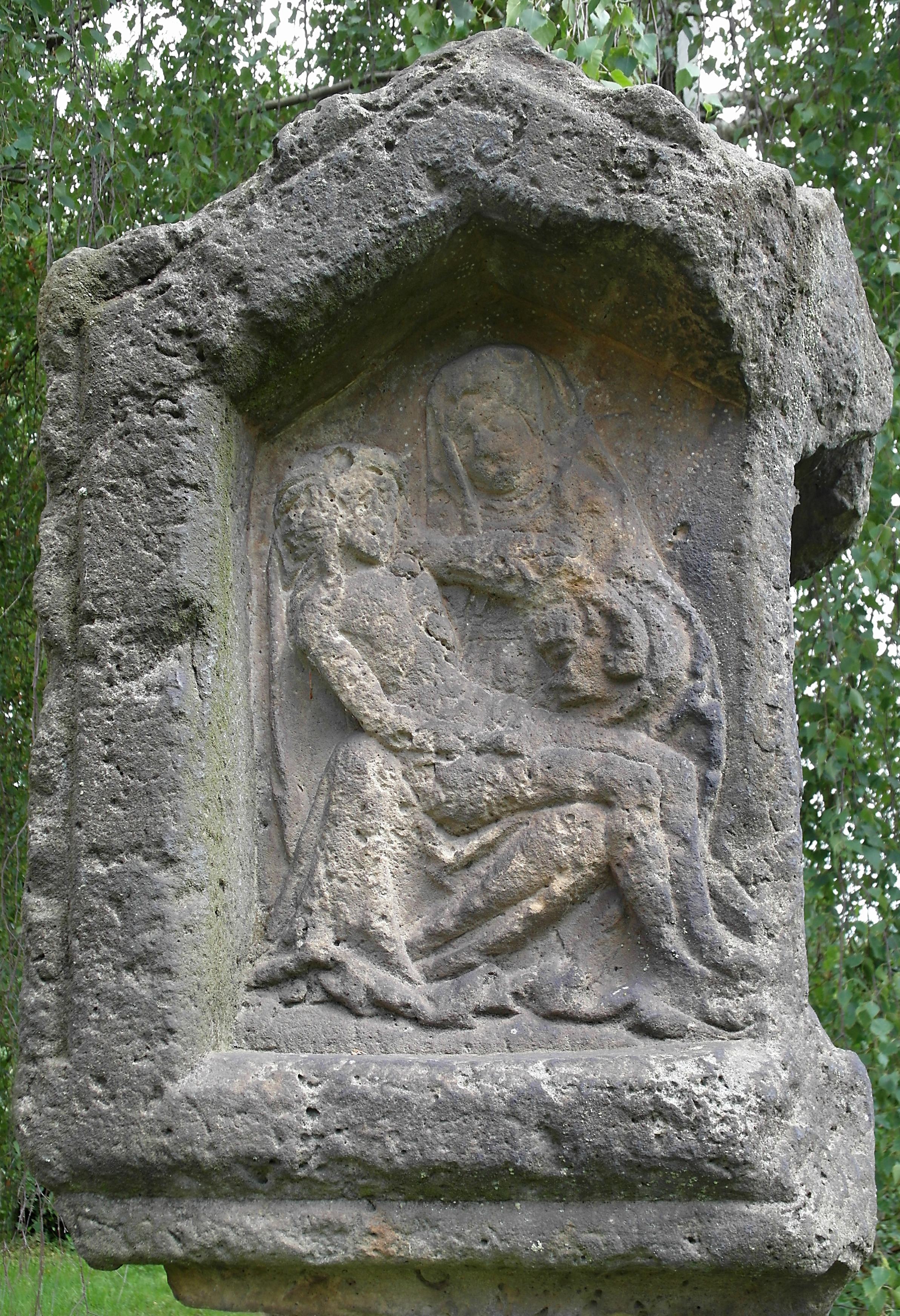
Gotische Betsäule auf dem Friedhof

Die evangelische Pfarrkirche St. Anna ist eine barocke Saalkirche im Ortsteil Tuttendorf von Halsbrücke im Landkreis Mittelsachsen. Sie gehört zur Evangelischen Kirchengemeinde Halsbrücke im Kirchenbezirk Freiberg der Evangelisch-Lutherischen Landeskirche Sachsens.

## Geschichte und Architektur
Die Kirche war ursprünglich eine der heiligen Anna geweihte Wallfahrtskapelle. Eine der heiligen Anna, der Patronin der Bergleute, geweihte Kapelle entstand an dem Standort vermutlich zwischen den Jahren 1190 und 1218. Die im Kern mittelalterliche Saalkirche wurde barock umgebaut und erhielt in den Jahren 1871/1872 seitliche Anbauten. Restaurierungen erfolgten in den Jahren 1936, 1983 und innen im Jahr 1989. Das Bauwerk ist ein verputzter Bruchsteinbau mit eingezogenem, rechteckig geschlossenem Chor, der fast ebenso groß ist wie das Schiff und möglicherweise im Kern aus einem älteren Chorturm entstanden ist. Auf dem Saal ist in der Mitte ein kräftiger Dachreiter mit Haube angeordnet.
Das lichterfüllte Innere ist mit einer bemerkenswerten Stuckdecke aus dem Jahr 1710 abgeschlossen. Sie zeigt christliche und bergmännische Symbole sowie angedeutete Szenen aus der Bibel, die mit feinem Blatt- und Rankenwerk, teils mit Goldhöhung, ausgeschmückt sind und 1988/1989 restauriert wurden. Der Saal ist von ursprünglich zweigeschossigen Emporen umgeben, die an der Nord- und westlichen Südseite teilweise eingeschossig reduziert wurden, im Westen ist eine Orgelempore, an der Südseite des Chores eine Patronatsloge eingebaut. In der Sakristei ist ebenfalls eine flache Stuckdecke mit Putten und Tetragramm eingebaut.

## Ausstattung
Der schlichte, hölzerne, zweigeschossige Altaraufsatz aus den Jahren 1670–1674 ist mit zwei Posaunenengeln und zwei übereinander angeordneten Gemälden mit Abendmahl und Kreuzigung versehen. Die schlichte Kanzel stammt wie die Emporen aus der Zeit des barocken Umbaus. Eine kelchförmige Sandsteintaufe ist aus romanischer Zeit erhalten.
Eine Figur einer Anna selbdritt entstammt vermutlich einem gotischen Schnitzaltar. Mehrere beachtenswerte Epitaphien und Grabdenkmäler sind weiterhin zu nennen, darunter im Chor zwei Kindergrabsteine aus der zweiten Hälfte des 17. Jahrhunderts, weiterhin im Saal ein Rokoko-Epitaph mit Obelisk, Putten und Inschrifttafeln aus dem 18. Jahrhundert sowie ein Epitaph für Johann Heinrich Taube mit der Jahreszahl 1797, das aus einer von einer Schlange als Ewigkeitssymbol umwundenen Inschrifttafel besteht und mit Eichenlaub bekrönt ist. In der Vorhalle befindet sich ein Kindergrabstein aus dem 17. Jahrhundert, ein weiterer ist von 1688.

## Orgel
Die wertvolle Orgel mit vasenbekröntem Prospekt ist ein Werk von Adam Gottfried Oehme aus den Jahren 1778–1782 mit 13 Registern auf einem Manual und Pedal. Zuvor diente die Orgel aus der alten Freiberger Jakobikirche als Instrument. Nach kleineren Reparaturen mussten 1917 die Prospektpfeifen für Kriegszwecke abgegeben werden und wurden 1924 durch einen Zinkprospekt ersetzt. Seit 1924 betreute Jehmlich die Orgel und nahm kleinere Dispositionsänderungen (Einbau von Sifflöt 1′ anstelle von Quinta 3′) vor. Die Disposition lautet:
| I Manual CD–c3 |       |                  |
| Principal      | 8′    |                  |
| Gedackt        | 8′    |                  |
| Quintaden      | 8′    |                  |
| Octava         | 4′    |                  |
| Rohrflöte      | 4′    |                  |
| Nasat          | 3′    |                  |
| Octava         | 2′    |                  |
| Quinta         | 1 ⁄2′ |                  |
| Sifflöt        | 1′    | urspr. Quinta 3′ |
| Cornett III    |       |                  |
| Mixtur IV      | 2′    |                  |

| Pedal CD–c1 |     |  |
| Subbaß      | 16′ |  |
| Posaunenbaß | 16′ |  |

- Pedalkoppel

## Umgebung
Auf dem Friedhof ist außer mehreren Grabsteinen des 19. Jahrhunderts eine gotische Betsäule mit vier Reliefs zu finden, die Maria mit Kind, die Kreuzigung, eine Pietà und Christus als Salvator mundi darstellen. 